# Miðfjörður (Húnaflói)
Miðfjörður – fiord w północno-zachodniej Islandii, między półwyspami Heggstaðanes i Vatnsnes, jedno z bocznych rozgałęzień zatoki Húnaflói, położone w jej południowo-zachodniej części. Na zachód od niego położony jest fiord Hrútafjörður. Fiord Miðfjörður wcina się na około 13 km w głąb lądu, a jego szerokość wynosi około 3 km. Do fiordu uchodzi rzeka Miðfjarðará
Jedyną większą miejscowością nad fiordem jest Hvammstangi położona na wschodnim wybrzeżu. W pobliżu południowego krańca fiordu biegnie droga nr 1. Odchodzi od niej droga nr 72, która biegnie wzdłuż części wschodniego wybrzeża. Tereny nad fiordem wchodzą w skład gminy Húnaþing vestra.